# Tuc des Crabes (Naut Aran)
El Tuc des Crabes és una muntanya de 2.620 metres d'altitud, amb una prominència de 142 metres, que es troba a la capçalera de la vall del riu Unhòla, al municipi de Naut Aran, a la comarca de la Vall d'Aran. La seva vessant occidental s'eleva sobre el riu Unhòla, mentre que a la vessant oriental es troba el lac de Montoliu.